# إريك كرون
إريك كرون (بالدنماركية: Erik Crone)‏ هو منتج أفلام دنماركي، ولد في 22 نوفمبر 1946 في الدنمارك في مملكة الدنمارك.

## وصلات خارجية
- إريك كرون على موقع IMDb (الإنجليزية)
- إريك كرون على موقع قاعدة بيانات الفيلم (الإنجليزية)